# Wayne Hennessey
Wayne Robert Hennessey (Bangor, 24 gennaio 1987) è un allenatore di calcio ed ex calciatore gallese, di ruolo portiere, vice preparatore dei portieri del Nottingham Forest.

## Carriera

### Giocatore

#### Club
Muove i suoi primi passi nelle giovanili del Manchester City, prima di approdare al Wolverhampton nel 2003. L'11 gennaio 2007 passa in prestito allo Stockport County, in League Two. Titolare tra i pali, riesce a mantenere la propria porta inviolata per nove partite consecutive; 857' di imbattibilità - stabilendo un record - prima di essere richiamato alla base il 10 aprile, per poter sopperire all'infortunio occorso a Matt Murray.
Esordisce con gli Wolves il 13 maggio contro il West Bromwich nella semifinale di andata valida per la promozione in Premier League. Il 21 agosto 2013 passa in prestito allo Yeovil Town.
Rientrato alla base, desideroso di trasferirsi in un altro club, si rifiuta di scendere in campo con il Wolverhampton al posto dell'infortunato Carl Ikeme. Il 31 gennaio 2014 viene quindi ceduto al Crystal Palace, con cui firma un contratto valido per tre anni e mezzo.
Il 20 luglio 2021 viene acquistato dal Burnley.
Il 15 luglio 2022 firma per il neopromosso Nottingham Forest. Il 5 giugno 2024, il Nottingham Forest ha annunciato che il suo contratto sarebbe scaduto 30 giugno seguente e non sarebbe stato rinnovato. Dopo essere rimasto svincolato, ha continuato ad allenarsi con il club inglese fino a quando, il 13 gennaio 2025 firma un nuovo contratto fino al termine della stagione.
Il 16 luglio 2025, dopo non aver rinnovato con il Forest, annuncia il suo ritiro dal calcio giocato.

#### Nazionale
Esordisce in nazionale il 26 maggio 2007 contro la Nuova Zelanda, subentrando nella ripresa al posto di Danny Coyne. Viene convocato per gli Europei 2016 in Francia. Prende parte alla competizione - conclusasi con la sconfitta in semifinale da parte del Portogallo - da titolare, saltando solo la gara d'esordio contro la Slovacchia a causa di un infortunio.
Il 29 marzo 2022, in occasione del pareggio per 1-1 in amichevole contro la Rep. Ceca, raggiunge quota 100 presenze con la massima selezione gallese, oltre ad avere indossato per la prima volta la fascia di capitano.

### Allenatore
Il giorno seguente dell'annuncio del suo ritiro, il Nottingham Forest annuncia il suo ingresso nello staff tecnico di Nuno Espírito Santo, con il ruolo di vice preparatore dei portieri alle spalle di Rui Barbosa.

## Statistiche

### Presenze e reti nei club
Statistiche aggiornate al termine della carriera.
| Stagione                 | Squadra                  | Campionato               | Campionato | Campionato | Coppe nazionali | Coppe nazionali | Coppe nazionali | Coppe continentali | Coppe continentali | Coppe continentali | Altre coppe | Altre coppe | Altre coppe | Totale | Totale |
| Stagione                 | Squadra                  | Comp                     | Pres       | Reti       | Comp            | Pres            | Reti            | Comp               | Pres               | Reti               | Comp        | Pres        | Reti        | Pres   | Reti   |
| ------------------------ | ------------------------ | ------------------------ | ---------- | ---------- | --------------- | --------------- | --------------- | ------------------ | ------------------ | ------------------ | ----------- | ----------- | ----------- | ------ | ------ |
| lug.-set. 2006           | Bristol City             | FL1                      | 0          | 0          | FACup+CdL       | -               | -               | -                  | -                  | -                  | FLT         | -           | -           | 0      | 0      |
| set. 2006-gen. 2007      | Wolverhampton            | FLC                      | 0          | 0          | FACup+CdL       | 0               | 0               | -                  | -                  | -                  | -           | -           | -           | 0      | 0      |
| gen.-apr. 2007           | Stockport County         | FL2                      | 15         | -16        | FACup+CdL       | -               | -               | -                  | -                  | -                  | FLT         | -           | -           | 15     | -16    |
| apr.-giu. 2007           | Wolverhampton            | FLC                      | 0+2        | -4         | FACup+CdL       | -               | -               | -                  | -                  | -                  | -           | -           | -           | 2      | -4     |
| 2007-2008                | Wolverhampton            | FLC                      | 46         | -48        | FACup+CdL       | 3+0             | -4              | -                  | -                  | -                  | -           | -           | -           | 49     | -52    |
| 2008-2009                | Wolverhampton            | FLC                      | 35         | -34        | FACup+CdL       | 2+1             | -2 + -2         | -                  | -                  | -                  | -           | -           | -           | 38     | -38    |
| 2009-2010                | Wolverhampton            | PL                       | 13         | -26        | FACup+CdL       | 3+0             | -5              | -                  | -                  | -                  | -           | -           | -           | 16     | -31    |
| 2010-2011                | Wolverhampton            | PL                       | 24         | -40        | FACup+CdL       | 0+3             | -6              | -                  | -                  | -                  | -           | -           | -           | 27     | -46    |
| 2011-2012                | Wolverhampton            | PL                       | 34         | -73        | FACup+CdL       | 0               | 0               | -                  | -                  | -                  | -           | -           | -           | 34     | -73    |
| 2012-2013                | Wolverhampton            | FLC                      | 0          | 0          | FACup+CdL       | 0               | 0               | -                  | -                  | -                  | -           | -           | -           | 0      | 0      |
| Totale Wolverhampton     | Totale Wolverhampton     | Totale Wolverhampton     | 152+2      | -221 + -4  |                 | 12              | -19             |                    | -                  | -                  |             | -           | -           | 166    | -244   |
| 2013-gen. 2014           | Yeovil Town              | FLC                      | 12         | -19        | FACup+CdL       | 0+1             | -3              | -                  | -                  | -                  | -           | -           | -           | 13     | -22    |
| gen.-giu. 2014           | Crystal Palace           | PL                       | 1          | -2         | FACup+CdL       | -               | -               | -                  | -                  | -                  | -           | -           | -           | 1      | -2     |
| 2014-2015                | Crystal Palace           | PL                       | 3          | -2         | FACup+CdL       | 2+2             | -2 + -3         | -                  | -                  | -                  | -           | -           | -           | 7      | -7     |
| 2015-2016                | Crystal Palace           | PL                       | 29         | -36        | FACup+CdL       | 6+3             | -4 + -7         | -                  | -                  | -                  | -           | -           | -           | 38     | -47    |
| 2016-2017                | Crystal Palace           | PL                       | 29         | -46        | FACup+CdL       | 1+1             | -3 + -2         | -                  | -                  | -                  | -           | -           | -           | 31     | -51    |
| 2017-2018                | Crystal Palace           | PL                       | 27         | -41        | FACup+CdL       | 1+1             | -2 + -4         | -                  | -                  | -                  | -           | -           | -           | 29     | -47    |
| 2018-2019                | Crystal Palace           | PL                       | 18         | -26        | FACup+CdL       | 2+0             | 0               | -                  | -                  | -                  | -           | -           | -           | 20     | -26    |
| 2019-2020                | Crystal Palace           | PL                       | 3          | -8         | FACup+CdL       | 1+1             | -1 + 0          | -                  | -                  | -                  | -           | -           | -           | 5      | -9     |
| 2020-2021                | Crystal Palace           | PL                       | 0          | -0         | FACup+CdL       | 0+1             | 0               | -                  | -                  | -                  | -           | -           | -           | 1      | -0     |
| Totale Crystal Palace    | Totale Crystal Palace    | Totale Crystal Palace    | 110        | -161       |                 | 22              | -28             |                    | -                  | -                  |             | -           | -           | 132    | -189   |
| 2021-2022                | Burnley                  | PL                       | 2          | -6         | FACup+CdL       | 0+1             | 0               | -                  | -                  | -                  | -           | -           | -           | 3      | -6     |
| 2022-2023                | Nottingham Forest        | PL                       | 4          | -5         | FACup+CdL       | 1+4             | -4 + -5         | -                  | -                  | -                  | -           | -           | -           | 9      | -14    |
| 2023-2024                | Nottingham Forest        | PL                       | 0          | 0          | FACup+CdL       | 0               | 0               | -                  | -                  | -                  | -           | -           | -           | 0      | 0      |
| gen.-giu. 2025           | Nottingham Forest        | PL                       | 0          | 0          | FACup+CdL       | 0               | 0               | -                  | -                  | -                  | -           | -           | -           | 0      | 0      |
| Totale Nottingham Forest | Totale Nottingham Forest | Totale Nottingham Forest | 4          | -5         |                 | 5               | -9              |                    | -                  | -                  |             | -           | -           | 9      | -14    |
| Totale carriera          | Totale carriera          | Totale carriera          | 297        | -432       |                 | 41              | -59             |                    | -                  | -                  |             | -           | -           | 338    | -491   |

### Cronologia presenze e reti in nazionale
| Cronologia completa delle presenze e delle reti in nazionale ― Galles | Cronologia completa delle presenze e delle reti in nazionale ― Galles | Cronologia completa delle presenze e delle reti in nazionale ― Galles | Cronologia completa delle presenze e delle reti in nazionale ― Galles | Cronologia completa delle presenze e delle reti in nazionale ― Galles | Cronologia completa delle presenze e delle reti in nazionale ― Galles | Cronologia completa delle presenze e delle reti in nazionale ― Galles | Cronologia completa delle presenze e delle reti in nazionale ― Galles |
| Data                                                                  | Città                                                                 | In casa                                                               | Risultato                                                             | Ospiti                                                                | Competizione                                                          | Reti                                                                  | Note                                                                  |
| --------------------------------------------------------------------- | --------------------------------------------------------------------- | --------------------------------------------------------------------- | --------------------------------------------------------------------- | --------------------------------------------------------------------- | --------------------------------------------------------------------- | --------------------------------------------------------------------- | --------------------------------------------------------------------- |
| 26-5-2007                                                             | Wrexham                                                               | Galles                                                                | 2 – 2                                                                 | Nuova Zelanda                                                         | Amichevole                                                            | -                                                                     | 46’                                                                   |
| 2-6-2007                                                              | Cardiff                                                               | Galles                                                                | 0 – 0                                                                 | Rep. Ceca                                                             | Qual. Euro 2008                                                       | -                                                                     |                                                                       |
| 22-8-2007                                                             | Burgas                                                                | Bulgaria                                                              | 0 – 1                                                                 | Galles                                                                | Amichevole                                                            | -                                                                     |                                                                       |
| 8-9-2007                                                              | Cardiff                                                               | Galles                                                                | 0 – 2                                                                 | Germania                                                              | Qual. Euro 2008                                                       | -2                                                                    |                                                                       |
| 12-9-2007                                                             | Trnava                                                                | Slovacchia                                                            | 2 – 5                                                                 | Galles                                                                | Qual. Euro 2008                                                       | -2                                                                    |                                                                       |
| 17-11-2007                                                            | Cardiff                                                               | Galles                                                                | 2 – 2                                                                 | Irlanda                                                               | Qual. Euro 2008                                                       | -2                                                                    |                                                                       |
| 21-11-2007                                                            | Francoforte sul Meno                                                  | Germania                                                              | 0 – 0                                                                 | Galles                                                                | Qual. Euro 2008                                                       | -                                                                     | 88’                                                                   |
| 6-2-2008                                                              | Wrexham                                                               | Galles                                                                | 3 – 0                                                                 | Norvegia                                                              | Amichevole                                                            | -                                                                     | 46’                                                                   |
| 28-5-2008                                                             | Reykjavík                                                             | Islanda                                                               | 0 – 1                                                                 | Galles                                                                | Amichevole                                                            | -                                                                     |                                                                       |
| 1-6-2008                                                              | Rotterdam                                                             | Paesi Bassi                                                           | 2 – 0                                                                 | Galles                                                                | Amichevole                                                            | -2                                                                    |                                                                       |
| 6-9-2008                                                              | Cardiff                                                               | Galles                                                                | 1 – 0                                                                 | Azerbaigian                                                           | Qual. Mondiali 2010                                                   | -                                                                     |                                                                       |
| 10-9-2008                                                             | Mosca                                                                 | Russia                                                                | 2 – 1                                                                 | Galles                                                                | Qual. Mondiali 2010                                                   | -2                                                                    |                                                                       |
| 11-10-2008                                                            | Cardiff                                                               | Galles                                                                | 2 – 0                                                                 | Liechtenstein                                                         | Qual. Mondiali 2010                                                   | -                                                                     |                                                                       |
| 15-10-2008                                                            | Mönchengladbach                                                       | Germania                                                              | 1 – 0                                                                 | Galles                                                                | Qual. Mondiali 2010                                                   | -1                                                                    |                                                                       |
| 11-2-2009                                                             | Faro                                                                  | Galles                                                                | 0 – 1                                                                 | Polonia                                                               | Amichevole                                                            | -                                                                     | 46’                                                                   |
| 28-3-2009                                                             | Cardiff                                                               | Galles                                                                | 0 – 2                                                                 | Finlandia                                                             | Qual. Mondiali 2010                                                   | -2                                                                    |                                                                       |
| 1-4-2009                                                              | Cardiff                                                               | Galles                                                                | 0 – 2                                                                 | Germania                                                              | Qual. Mondiali 2010                                                   | -2                                                                    |                                                                       |
| 29-5-2009                                                             | Llanelli                                                              | Galles                                                                | 1 – 0                                                                 | Estonia                                                               | Amichevole                                                            | -                                                                     | 46’                                                                   |
| 6-6-2009                                                              | Baku                                                                  | Azerbaigian                                                           | 0 – 1                                                                 | Galles                                                                | Qual. Mondiali 2010                                                   | -                                                                     |                                                                       |
| 12-8-2009                                                             | Podgorica                                                             | Montenegro                                                            | 2 – 1                                                                 | Galles                                                                | Amichevole                                                            | -2                                                                    | 46’                                                                   |
| 9-9-2009                                                              | Cardiff                                                               | Galles                                                                | 1 – 3                                                                 | Russia                                                                | Qual. Mondiali 2010                                                   | -3                                                                    |                                                                       |
| 10-10-2009                                                            | Helsinki                                                              | Finlandia                                                             | 2 – 1                                                                 | Galles                                                                | Qual. Mondiali 2010                                                   | -2                                                                    | 72’                                                                   |
| 14-11-2009                                                            | Cardiff                                                               | Galles                                                                | 3 – 0                                                                 | Scozia                                                                | Amichevole                                                            | -                                                                     |                                                                       |
| 3-3-2010                                                              | Swansea                                                               | Galles                                                                | 0 – 1                                                                 | Svezia                                                                | Amichevole                                                            | -                                                                     | 46’                                                                   |
| 23-5-2010                                                             | Osijek                                                                | Croazia                                                               | 2 – 0                                                                 | Galles                                                                | Amichevole                                                            | -1                                                                    | 46’                                                                   |
| 11-8-2010                                                             | Llanelli                                                              | Galles                                                                | 5 – 1                                                                 | Lussemburgo                                                           | Amichevole                                                            | -1                                                                    | 46’                                                                   |
| 3-9-2010                                                              | Podgorica                                                             | Montenegro                                                            | 1 – 0                                                                 | Galles                                                                | Qual. Euro 2012                                                       | -1                                                                    |                                                                       |
| 8-10-2010                                                             | Cardiff                                                               | Galles                                                                | 0 – 1                                                                 | Bulgaria                                                              | Qual. Euro 2012                                                       | -1                                                                    |                                                                       |
| 12-10-2010                                                            | Basilea                                                               | Svizzera                                                              | 4 – 1                                                                 | Galles                                                                | Qual. Euro 2012                                                       | -4                                                                    |                                                                       |
| 8-2-2011                                                              | Dublino                                                               | Irlanda                                                               | 3 – 0                                                                 | Galles                                                                | Amichevole                                                            | -3                                                                    |                                                                       |
| 26-3-2011                                                             | Cardiff                                                               | Galles                                                                | 0 – 2                                                                 | Inghilterra                                                           | Qual. Euro 2012                                                       | -2                                                                    |                                                                       |
| 27-5-2011                                                             | Dublino                                                               | Galles                                                                | 2 – 0                                                                 | Irlanda del Nord                                                      | Amichevole                                                            | -                                                                     | 75’                                                                   |
| 10-8-2011                                                             | Cardiff                                                               | Galles                                                                | 1 – 2                                                                 | Australia                                                             | Amichevole                                                            | -2                                                                    |                                                                       |
| 2-9-2011                                                              | Cardiff                                                               | Galles                                                                | 2 – 1                                                                 | Montenegro                                                            | Qual. Euro 2012                                                       | -1                                                                    |                                                                       |
| 6-9-2011                                                              | Londra                                                                | Inghilterra                                                           | 1 – 0                                                                 | Galles                                                                | Qual. Euro 2012                                                       | -1                                                                    |                                                                       |
| 7-10-2011                                                             | Swansea                                                               | Galles                                                                | 2 – 0                                                                 | Svizzera                                                              | Qual. Euro 2012                                                       | -                                                                     |                                                                       |
| 11-10-2011                                                            | Sofia                                                                 | Bulgaria                                                              | 0 – 1                                                                 | Galles                                                                | Qual. Euro 2012                                                       | -                                                                     |                                                                       |
| 12-11-2011                                                            | Cardiff                                                               | Galles                                                                | 4 – 1                                                                 | Norvegia                                                              | Amichevole                                                            | -1                                                                    |                                                                       |
| 11-10-2013                                                            | Cardiff                                                               | Galles                                                                | 1 – 0                                                                 | Macedonia                                                             | Qual. Mondiali 2014                                                   | -                                                                     | 90+2’                                                                 |
| 15-10-2013                                                            | Bruxelles                                                             | Belgio                                                                | 1 – 1                                                                 | Galles                                                                | Qual. Mondiali 2014                                                   | -1                                                                    |                                                                       |
| 16-11-2013                                                            | Cardiff                                                               | Galles                                                                | 1 – 1                                                                 | Finlandia                                                             | Amichevole                                                            | -1                                                                    |                                                                       |
| 5-3-2014                                                              | Cardiff                                                               | Galles                                                                | 3 – 1                                                                 | Islanda                                                               | Amichevole                                                            | -1                                                                    |                                                                       |
| 4-6-2014                                                              | Amsterdam                                                             | Paesi Bassi                                                           | 2 – 0                                                                 | Galles                                                                | Amichevole                                                            | -2                                                                    |                                                                       |
| 9-9-2014                                                              | Andorra la Vella                                                      | Andorra                                                               | 1 – 2                                                                 | Galles                                                                | Qual. Euro 2016                                                       | -1                                                                    |                                                                       |
| 10-10-2014                                                            | Cardiff                                                               | Galles                                                                | 0 – 0                                                                 | Bosnia ed Erzegovina                                                  | Qual. Euro 2016                                                       | -                                                                     |                                                                       |
| 13-10-2014                                                            | Cardiff                                                               | Galles                                                                | 2 – 1                                                                 | Cipro                                                                 | Qual. Euro 2016                                                       | -1                                                                    |                                                                       |
| 16-11-2014                                                            | Bruxelles                                                             | Belgio                                                                | 0 – 0                                                                 | Galles                                                                | Qual. Euro 2016                                                       | -                                                                     | 90+4’                                                                 |
| 28-3-2015                                                             | Haifa                                                                 | Israele                                                               | 0 – 3                                                                 | Galles                                                                | Qual. Euro 2016                                                       | -                                                                     |                                                                       |
| 12-6-2015                                                             | Cardiff                                                               | Galles                                                                | 1 – 0                                                                 | Belgio                                                                | Qual. Euro 2016                                                       | -                                                                     |                                                                       |
| 3-9-2015                                                              | Nicosia                                                               | Cipro                                                                 | 0 – 1                                                                 | Galles                                                                | Qual. Euro 2016                                                       | -                                                                     |                                                                       |
| 6-9-2015                                                              | Cardiff                                                               | Galles                                                                | 0 – 0                                                                 | Israele                                                               | Qual. Euro 2016                                                       | -                                                                     |                                                                       |
| 10-10-2015                                                            | Zenica                                                                | Bosnia ed Erzegovina                                                  | 2 – 0                                                                 | Galles                                                                | Qual. Euro 2016                                                       | -2                                                                    |                                                                       |
| 13-10-2015                                                            | Cardiff                                                               | Galles                                                                | 2 – 0                                                                 | Andorra                                                               | Qual. Euro 2016                                                       | -                                                                     | 57’                                                                   |
| 13-11-2015                                                            | Cardiff                                                               | Galles                                                                | 2 – 3                                                                 | Paesi Bassi                                                           | Amichevole                                                            | -2                                                                    | 74’                                                                   |
| 24-3-2016                                                             | Cardiff                                                               | Galles                                                                | 1 – 1                                                                 | Irlanda del Nord                                                      | Amichevole                                                            | -                                                                     | 46’                                                                   |
| 28-3-2016                                                             | Kiev                                                                  | Ucraina                                                               | 1 – 0                                                                 | Galles                                                                | Amichevole                                                            | -1                                                                    |                                                                       |
| 5-6-2016                                                              | Solna                                                                 | Svezia                                                                | 3 – 0                                                                 | Galles                                                                | Amichevole                                                            | -1                                                                    | 46’                                                                   |
| 16-6-2016                                                             | Lens                                                                  | Inghilterra                                                           | 2 – 1                                                                 | Galles                                                                | Euro 2016 - 1º turno                                                  | -2                                                                    |                                                                       |
| 20-6-2016                                                             | Tolosa                                                                | Galles                                                                | 3 – 0                                                                 | Russia                                                                | Euro 2016 - 1º turno                                                  | -                                                                     |                                                                       |
| 25-6-2016                                                             | Parigi                                                                | Galles                                                                | 1 – 0                                                                 | Irlanda del Nord                                                      | Euro 2016 - Ottavi di finale                                          | -                                                                     |                                                                       |
| 1-7-2016                                                              | Lilla                                                                 | Galles                                                                | 3 – 1                                                                 | Belgio                                                                | Euro 2016 - Quarti di finale                                          | -1                                                                    | 24’                                                                   |
| 6-7-2016                                                              | Lione                                                                 | Portogallo                                                            | 2 – 0                                                                 | Galles                                                                | Euro 2016 - Semifinale                                                | -2                                                                    |                                                                       |
| 5-9-2016                                                              | Cardiff                                                               | Galles                                                                | 4 – 0                                                                 | Moldavia                                                              | Qual. Mondiali 2018                                                   | -                                                                     |                                                                       |
| 6-10-2016                                                             | Vienna                                                                | Austria                                                               | 2 – 2                                                                 | Galles                                                                | Qual. Mondiali 2018                                                   | -2                                                                    |                                                                       |
| 9-10-2016                                                             | Cardiff                                                               | Galles                                                                | 1 – 1                                                                 | Georgia                                                               | Qual. Mondiali 2018                                                   | -1                                                                    |                                                                       |
| 12-11-2016                                                            | Cardiff                                                               | Galles                                                                | 1 – 1                                                                 | Serbia                                                                | Qual. Mondiali 2018                                                   | -1                                                                    |                                                                       |
| 24-3-2017                                                             | Dublino                                                               | Irlanda                                                               | 0 – 0                                                                 | Galles                                                                | Qual. Mondiali 2018                                                   | -                                                                     |                                                                       |
| 11-6-2017                                                             | Belgrado                                                              | Serbia                                                                | 1 – 1                                                                 | Galles                                                                | Qual. Mondiali 2018                                                   | -1                                                                    |                                                                       |
| 2-9-2017                                                              | Cardiff                                                               | Galles                                                                | 1 – 0                                                                 | Austria                                                               | Qual. Mondiali 2018                                                   | -                                                                     |                                                                       |
| 5-9-2017                                                              | Chișinău                                                              | Moldavia                                                              | 0 – 2                                                                 | Galles                                                                | Qual. Mondiali 2018                                                   | -                                                                     |                                                                       |
| 6-10-2017                                                             | Tbilisi                                                               | Georgia                                                               | 0 – 1                                                                 | Galles                                                                | Qual. Mondiali 2018                                                   | -                                                                     |                                                                       |
| 9-10-2017                                                             | Cardiff                                                               | Galles                                                                | 0 – 1                                                                 | Irlanda                                                               | Qual. Mondiali 2018                                                   | -1                                                                    |                                                                       |
| 10-11-2017                                                            | Saint-Denis                                                           | Francia                                                               | 2 – 0                                                                 | Galles                                                                | Amichevole                                                            | -2                                                                    |                                                                       |
| 22-3-2018                                                             | Nanning                                                               | Cina                                                                  | 0 – 6                                                                 | Galles                                                                | Amichevole                                                            | -                                                                     |                                                                       |
| 26-3-2018                                                             | Nanning                                                               | Uruguay                                                               | 1 – 0                                                                 | Galles                                                                | Amichevole                                                            | -1                                                                    |                                                                       |
| 29-5-2018                                                             | Pasadena                                                              | Messico                                                               | 0 – 0                                                                 | Galles                                                                | Amichevole                                                            | -                                                                     |                                                                       |
| 6-9-2018                                                              | Cardiff                                                               | Galles                                                                | 4 – 1                                                                 | Irlanda                                                               | UEFA Nations League 2018-2019 - 1º turno                              | -1                                                                    |                                                                       |
| 9-9-2018                                                              | Aarhus                                                                | Danimarca                                                             | 2 – 0                                                                 | Galles                                                                | UEFA Nations League 2018-2019 - 1º turno                              | -2                                                                    |                                                                       |
| 11-10-2018                                                            | Cardiff                                                               | Galles                                                                | 1 – 4                                                                 | Spagna                                                                | Amichevole                                                            | -4                                                                    |                                                                       |
| 16-10-2018                                                            | Dublino                                                               | Irlanda                                                               | 0 – 1                                                                 | Galles                                                                | UEFA Nations League 2018-2019 - 1º turno                              | -                                                                     |                                                                       |
| 16-11-2018                                                            | Cardiff                                                               | Galles                                                                | 1 – 2                                                                 | Danimarca                                                             | UEFA Nations League 2018-2019 - 1º turno                              | -2                                                                    |                                                                       |
| 24-3-2019                                                             | Cardiff                                                               | Galles                                                                | 1 – 0                                                                 | Slovacchia                                                            | Qual. Euro 2020                                                       | -                                                                     |                                                                       |
| 8-6-2019                                                              | Osijek                                                                | Croazia                                                               | 2 – 1                                                                 | Galles                                                                | Qual. Euro 2020                                                       | -2                                                                    |                                                                       |
| 11-6-2019                                                             | Budapest                                                              | Ungheria                                                              | 1 – 0                                                                 | Galles                                                                | Qual. Euro 2020                                                       | -1                                                                    |                                                                       |
| 6-9-2019                                                              | Cardiff                                                               | Galles                                                                | 2 – 1                                                                 | Azerbaigian                                                           | Qual. Euro 2020                                                       | -1                                                                    |                                                                       |
| 10-10-2019                                                            | Trnava                                                                | Slovacchia                                                            | 1 – 1                                                                 | Galles                                                                | Qual. Euro 2020                                                       | -1                                                                    |                                                                       |
| 13-10-2019                                                            | Cardiff                                                               | Galles                                                                | 1 – 1                                                                 | Croazia                                                               | Qual. Euro 2020                                                       | -1                                                                    |                                                                       |
| 16-11-2019                                                            | Baku                                                                  | Azerbaigian                                                           | 0 – 2                                                                 | Galles                                                                | Qual. Euro 2020                                                       | -                                                                     |                                                                       |
| 19-11-2019                                                            | Cardiff                                                               | Galles                                                                | 2 – 0                                                                 | Ungheria                                                              | Qual. Euro 2020                                                       | -                                                                     |                                                                       |
| 3-9-2020                                                              | Helsinki                                                              | Finlandia                                                             | 0 – 1                                                                 | Galles                                                                | UEFA Nations League 2020-2021 - 1º turno                              | -                                                                     |                                                                       |
| 6-9-2020                                                              | Cardiff                                                               | Galles                                                                | 1 – 0                                                                 | Bulgaria                                                              | UEFA Nations League 2020-2021 - 1º turno                              | -                                                                     |                                                                       |
| 8-10-2020                                                             | Londra                                                                | Inghilterra                                                           | 3 – 0                                                                 | Galles                                                                | Amichevole                                                            | -3                                                                    |                                                                       |
| 11-10-2020                                                            | Dublino                                                               | Irlanda                                                               | 0 – 0                                                                 | Galles                                                                | UEFA Nations League 2020-2021 - 1º turno                              | -                                                                     |                                                                       |
| 14-10-2020                                                            | Sofia                                                                 | Bulgaria                                                              | 0 – 1                                                                 | Galles                                                                | UEFA Nations League 2020-2021 - 1º turno                              | -                                                                     | 79’                                                                   |
| 27-3-2021                                                             | Cardiff                                                               | Galles                                                                | 1 – 0                                                                 | Messico                                                               | Amichevole                                                            | -                                                                     |                                                                       |
| 5-6-2021                                                              | Cardiff                                                               | Galles                                                                | 0 – 0                                                                 | Albania                                                               | Amichevole                                                            | -                                                                     |                                                                       |
| 1-9-2021                                                              | Helsinki                                                              | Finlandia                                                             | 0 – 0                                                                 | Galles                                                                | Amichevole                                                            | -                                                                     | 46’                                                                   |
| 13-11-2021                                                            | Cardiff                                                               | Galles                                                                | 5 – 1                                                                 | Bielorussia                                                           | Qual. Mondiali 2022                                                   | -                                                                     | 90+1’                                                                 |
| 24-3-2022                                                             | Cardiff                                                               | Galles                                                                | 2 – 1                                                                 | Austria                                                               | Qual. Mondiali 2022                                                   | -1                                                                    |                                                                       |
| 29-3-2022                                                             | Cardiff                                                               | Galles                                                                | 1 – 1                                                                 | Rep. Ceca                                                             | Amichevole                                                            | -1                                                                    | cap. 60’                                                              |
| 1-6-2022                                                              | Breslavia                                                             | Polonia                                                               | 2 – 1                                                                 | Galles                                                                | UEFA Nations League 2022-2023 - 1º turno                              | -2                                                                    | 46’                                                                   |
| 5-6-2022                                                              | Cardiff                                                               | Galles                                                                | 1 – 0                                                                 | Ucraina                                                               | Qual. Mondiali 2022                                                   | -                                                                     |                                                                       |
| 11-6-2022                                                             | Cardiff                                                               | Galles                                                                | 1 – 1                                                                 | Belgio                                                                | UEFA Nations League 2022-2023 - 1º turno                              | -1                                                                    |                                                                       |
| 14-6-2022                                                             | Rotterdam                                                             | Paesi Bassi                                                           | 3 – 2                                                                 | Galles                                                                | UEFA Nations League 2022-2023 - 1º turno                              | -2                                                                    |                                                                       |
| 22-9-2022                                                             | Bruxelles                                                             | Belgio                                                                | 2 – 1                                                                 | Galles                                                                | UEFA Nations League 2022-2023 - 1º turno                              | -2                                                                    | cap.                                                                  |
| 25-9-2022                                                             | Cardiff                                                               | Galles                                                                | 0 – 1                                                                 | Polonia                                                               | UEFA Nations League 2022-2023 - 1º turno                              | -1                                                                    |                                                                       |
| 21-11-2022                                                            | Al Rayyan                                                             | Stati Uniti                                                           | 1 – 1                                                                 | Galles                                                                | Mondiali 2022 - 1º turno                                              | -1                                                                    |                                                                       |
| 25-11-2022                                                            | Al Rayyan                                                             | Galles                                                                | 0 – 2                                                                 | Iran                                                                  | Mondiali 2022 - 1º turno                                              | -                                                                     | 87’                                                                   |
| 11-10-2023                                                            | Wrexham                                                               | Galles                                                                | 4 – 0                                                                 | Gibilterra                                                            | Amichevole                                                            | -                                                                     | 46’                                                                   |
| Totale                                                                |                                                                       | Presenze (2º posto)                                                   | 109                                                                   |                                                                       | Reti                                                                  | -95                                                                   |                                                                       |

## Palmarès

### Club

#### Competizioni nazionali
- Football League Championship: 1

Wolverhampton: 2008-2009

### Individuale
- PFA Football League Championship Team of the Year: 1[23]

2007-2008